# Józef Zawadzki (fizykochemik)
Józef Zawadzki (ur. 14 lipca 1886 w Warszawie, zm. 22 lutego 1951 w Zalesiu Dolnym) – polski fizykochemik i technolog, rektor Politechniki Warszawskiej, ojciec Tadeusza Zawadzkiego „Zośki” i Anny Zawadzkiej.

## Życiorys
Syn Tadeusza i Julii z Domanewskich, mąż Leony Siemieńskiej.
Studiował na Cesarskim Uniwersytecie Warszawskim, jednak za udział w strajku studenckim w 1905 roku został relegowany i przeniósł się do Krakowa, gdzie podjął studia chemiczne na Uniwersytecie Jagiellońskim, kończąc je w 1910 roku z tytułem doktora filozofii. W Karlsruhe u profesora Fritza Habera prowadził badania z elektrochemii i na tamtejszej politechnice uzyskał tytuł inżyniera chemika.
W latach 1912–1913 pełnił funkcję asystenta u profesorów P. Askenasego i K. Buntego na Politechnice w Karlsruhe, natomiast kilka miesięcy później objął stanowisko kierownika fabryki kwasu siarkowego w Boguminie.
Po powrocie do Warszawy w 1915 roku, z chwilą otwarcia Politechniki Warszawskiej, podjął pracę jako asystent w Katedrze Chemii Ogólnej. Wykładowca Towarzystwa Kursów Naukowych w Warszawie. 5 maja 1916 roku wziął ślub z Leoną z domu Siemieńską. W 1918 roku został kierownikiem utworzonej Katedry Technologii Chemicznej. Po przeprowadzonym w 1923 roku przewodzie habilitacyjnym został mianowany profesorem nadzwyczajnym, a sześć lat później – profesorem zwyczajnym. W latach 1926–1927 i 1929–1930 był dziekanem Wydziału Chemicznego, a w latach 1936–1937 i 1938–1939 piastował godność rektora Politechniki Warszawskiej. Był członkiem Polskiej Akademii Umiejętności od 1947 roku. Był też współzałożycielem Polskiego Towarzystwa Chemicznego, a także wielokrotnie jego prezesem i wiceprezesem.
Przewodniczył delegacji polskiej na kongresach Międzynarodowej Unii Chemii Czystej i Stosowanej w Madrycie (1933) i w Rzymie (1938).
W październiku 1937 jako rektor Politechniki Warszawskiej wprowadził odseparowanie studentów żydowskich i chrześcijańskich w oddzielnych ławkach (tzw. getto ławkowe).
W czasie II wojny światowej współpracował z Delegaturą Rządu na Kraj jako członek Komisji Szkół Wyższych oraz z Komendą Główną AK. Był przewodniczącym Rady Wychowawczej Szarych Szeregów, w których jego syn Tadeusz Zawadzki dowodził warszawskimi Grupami Szturmowymi i zginął w jednej z akcji.  Działał w tajnym nauczaniu Politechniki Warszawskiej. Wraz z Marcelim Struszyńskim przeprowadził analizę paliwa niemieckich rakiet V2, dowodząc na podstawie kilku prostych eksperymentów wykonanych w warunkach domowych, że jest to stężony nadtlenek wodoru.
Józef Zawadzki prowadził wykłady w Państwowej Szkole Chemiczno-Ceramicznej II stopnia od listopada 1942 roku. W kwietniu 1942 roku rozpoczął wykłady w budynkach politechnicznych Państwowej Wyższej Szkoły Technicznej na Wydziale Chemii Technicznej. Brał udział w tajnym nauczaniu na poziomie akademickim nie tylko chemików, opiekował się także kompletami zainteresowanych budownictwem okrętowym. Powstała tam kadra naukowa, dzięki której już po wyzwoleniu powstał Wydział Budowy Okrętów Politechniki Gdańskiej.
Po wojnie przyczynił się do odbudowy Wydziału Chemicznego Politechniki Warszawskiej.
W 1947 roku został doktorem honoris causa tej uczelni. Do końca życia kierował Katedrą i Zakładem Technologii Nieorganicznej. Był też członkiem prezydium Akademii Nauk Technicznych.
Należał do Polskiej Korporacji Akademickiej Związek Akademików Gdańskich Wisła.

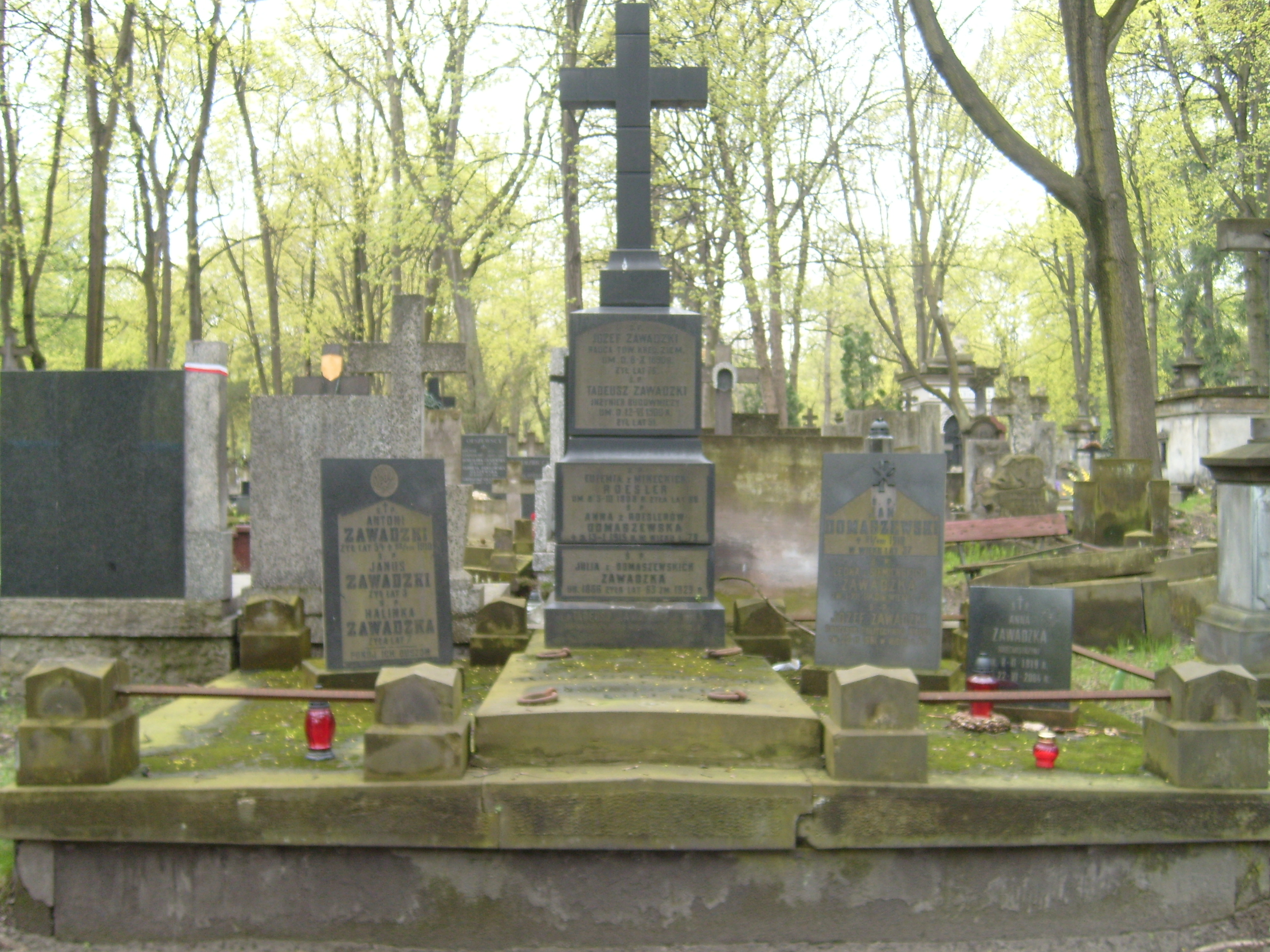
Grób Józefa Zawadzkiego na cmentarzu Powązkowskim w Warszawie

Zmarł 22 lutego 1951 roku w letnim domu rodziny Zawadzkich przy ul. Królowej Jadwigi 11 w Zalesiu Dolnym. Został pochowany na cmentarzu Powązkowskim w Warszawie (kwatera K-1-23,24,25).

## Dorobek naukowy
Prowadził prace nad kontaktowym utlenianiem amoniaku, naftalenu i antracenu oraz redukcją dwutlenku siarki metanem. Badał możliwości zastosowania polskich glinokrzemianów do produkcji tlenku glinu oraz siarczanu wapnia do produkcji kwasu siarkowego. Zajmował się również kinetyką dysocjacji termicznej.
Opublikował m.in. Technologię chemiczną nieorganiczną (tom 1–2, 1951–1952).

## Stanowiska
- 1912–1913: asystent P. Askenasego i K. Buntego na Politechnice w Karlsruhe;
- Kierownik fabryki kwasu siarkowego w Bohuminie;
- 1915: asystent w Katedrze Chemii Ogólnej Politechniki Warszawskiej;
- 1918: kierownik Katedry Technologii Chemicznej;
- 1919–1928: sekretarz zarządu, później wiceprezes (1928–1929) i prezes (1933, 1948) Polskiego Towarzystwa Chemicznego;
- 1920–1933: doradca techniczny kilku fabryk (Sp. Akc. „Zakłady Chemiczne Grodzisk”, Gzichów i Środula w Sosnowcu, Hajnówka, Wygoda pod Doliną);
- 1926–1930: dziekan Wydziału Chemii;
- 1936–1937 i 1938–1939: rektor Politechniki Warszawskiej;
- Przewodniczący Rady Wychowawczej Szarych Szeregów;
- 1947: współzałożyciel, prezes i wiceprezes, członek Polskiej Akademii Umiejętności;
- Wieloletni przewodniczący Komisji Normalizacyjnej Badania Cementu, Komisji Normalizacyjnej Węgla i Gazów Przemysłowych;
- 1949–1950: przewodniczący Rady Naukowej Głównego Instytutu Chemii Przemysłowej.

## Członkostwa
- 1935: członek korespondent Wydziału (IV) Nauk Technicznych;
- 1947: czynny członek Polskiej Akademii Umiejętności;
- 1949: członek zwyczajny Towarzystwa Naukowego Warszawskiego;
- Członek Komisji Normalizacyjnej Materiałów Ceramicznych Polskiego Komitetu Normalizacyjnego.

## Ordery i odznaczenia
- Krzyż Komandorski Orderu Odrodzenia Polski (10 listopada 1928)[12]
- Krzyż Komandorski z Gwiazdą Orderu Franciszka Józefa (1910)[13]

## Upamiętnienie
- Imię Józefa Zawadzkiego nosi Zespół Szkół Nr 21 w Warszawie (dawne Technikum Chemiczne Nr 3) mieszczący się przy ulicy Saskiej 78[14], a także Duże Audytorium Starej Chemii Politechniki Warszawskiej[15].
- Nazwisko Józefa Zawadzkiego zostało umieszczone na pomniku poświęconemu akcji V1 i V2 odsłoniętym w 1991 przed gmachem Wydziału Elektroniki i Technik Informacyjnych Politechniki Warszawskiej[16].
- Nazwisko umieszczono na pamiątkowej tablicy na ścianie kościoła NMP Wspomożenia Wiernych w Zalesiu Dolnym.